# Битка при Харков (1942)
Битката при Харков през май 1942 г. е едно от сраженията между съветски и германски войски за контрол над украинския град Харков по време на Втората световна война. Битката е неуспешен опит на Съветския съюз да отнеме стратегическата инициатива на Източния фронт от Вермахта. Започнала със съветска офанзива, в резултат на германското контранастъпление тя завършва с тежко поражение на Червената армия и забавя прелома във военните действия.

## Стратегическо положение и планове на воюващите страни
След неуспеха на плана „Барбароса“ за светкавична победа над Съветския съюз, през зимата на 1941/42 г. германските войски са принудени да отстъпят в редица участъци от фронта. През януари 1942 г. съветските войски провеждат т. нар. Барвенково-Лозовска операция, в резултат на която съветските линии образуват издатина източно от река Северский Донец с ширина 100 и дълбочина 90 км. След стабилизирането на фронта и двете страни изчакват пролетта, за да предприемат настъпление. В края на март върховният главнокомандващ Йосиф Сталин поставя на командващия войските по Югозападното направление маршал Семьон Тимошенко задачата да превземе Харков. Освобождаването на града от нацистка окупация се разглежда от съветското командване като първи етап за осъществяване на по-далечни цели – изтласкване на немците до река Днепър, съединяване на съветските войски от Харков с войските, настъпващи от Крим, и връщане на контрола върху цяла Източна Украйна.
За овладяването на Харков, отбраняван от 6-а немска армия на генерал Фридрих Паулус, са впрегнати силите на съветския Югозападен фронт. По план те трябва да обхванат града от североизток и югоизток, да обкръжат и унищожат войските на Паулус. Северната група, настъпваща от района на Волчанск, се състои от 21-ва, 28-а и 38-а армия. Южната, която трябва да нанесе основния удар от Барвенковската издатина, включва 6-а съветска армия (генерал А. Городнянски) и армейската група на генерал Л. Бобкин. Две армии от Южния фронт (9-а и 57-а) заемат южната страна на издатината, за да предотвратят германски контраудар от тази посока. Офанзивата трябва да започне на 4 май, но логистични проблеми забавят началото ѝ с осем дни.
По същото време германското командване от своя страна подготвя настъпление за ликвидиране на Барвенковската издатина (план „Фридерикус I“). Последното е едно от условията, които, съгласно директива на Хитлер от началото на април, трябва да бъдат изпълнени преди планираното голямо лятно настъпление на Вермахта към Кавказ. Съгласно плана германските сили трябва да „срежат“ издатината с едновременно настъпление на 18 май от север (6-а армия, при Балаклея) и юг (армейска група на Фон Клайст, в т. ч. 1-ва танкова армия, от Славянск и Краматорск). Съветските войски в района трябва да бъдат обкръжени и унищожени, а германските сили – да овладеят плацдарми на левия бряг на Северский Донец, за да улеснят по-нататъшното си настъпление.
От съветска страна битката започват 640 000 души (заедно с тиловите части – над 765 000) с 13 000 оръдия и миномети, 1200 танка и 926 самолета. Срещу тях германците разполагат с 636 000 души, 14 000 оръдия и миномети, над 1000 танка и над 1000 самолета. Войските от Югозападния фронт имат числено превъзходство над немците в хора и техника, но в участъка, отбраняван от Южния фронт, превъзходството е на страната на германците.

## Битката

### Съветско настъпление
Съветското настъпление започва рано сутринта на 12 май с артилерийска подготовка и атаки на пехотата, подкрепена от танкове. През първите два дни настъплението на волчанската и барвенковската групировка се развива успешно. 38-а армия на генерал К. Москаленко достига източните подстъпи на Харков, а 6-а армия на Городнянски и групата на Бобкин напредват с 25 до 50 км от югоизток. Германците не са изненадани от офанзивата, тъй като узнават своевременно за подготовката ѝ от своето разузнаване и съветски дезертьори. Отбраната на немската 6-а армия е добре организирана с две главни, разграничени една от друга полоси с множество опорни пунктове, които дават време на Паулус да маневрира свободно с резервите си. На 13 май той съсредоточава двете си танкови дивизии (около 300 танка) срещу ударната група на Москаленко и нанася контраудар от две страни. Хванати „в клещи“, съветските сили са принудени да отстъпят. На следващия ден от Крим в района на сражението е прехвърлен 4-ти военновъздушен флот начело с генерал Волфрам фон Рихтхофен. Неговите 580 самолета дават превес на германците във въздуха.
Към 16 – 17 май съветското напредване към Харков от североизток е напълно преустановено. Всички войски, включително и резервните кавалерийски и танкови части, предназначени за развиване на неосъществения пробив, са ангажирани в тежки боеве. В същото време войските на Паулус са силно притиснати от юг. Още на 14 май южната група на Югозападния фронт е вече на 35 км от Харков. Съветското напредване в този участък обаче не е достатъчно бързо, тъй като по-слабите германски части контраатакуват непрекъснато, а съветските командири се колебаят твърде дълго, преди да вкарат в боя танковите и кавалерийските си формации. Когато това става, машините се натъкват на естествени препятствия (например река Берестовая), които ги забавят още повече, а в това време немците вече са се прегрупирали, за да дадат отпор.

### Германско контранастъпление
Докато траят тези боеве, между 13 и 16 май, германското главно командване успява да съсредоточи срещу южната страна на Барвенковската издатина плътна групировка от дванадесет дивизии (в т. ч. две танкови и една моторизирана) начело с генерал Евалд фон Клайст. Това остава незабелязано от съветското разузнаване. Затова в началото на германското настъпление на 17 май двете армии на Южния фронт, които трябва да бранят уязвимия тил на войските по харковското направление, са заварени неподготвени. Клайст разбива 9-а армия на ген. Ф. Харитонов и още на същия ден завзема Барвенково, вклинявайки се на 20 км в съветската отбрана.
При създалата се обстановка генерал Александър Василевски, който изпълнява длъжността началник на Генералния щаб на Червената армия, настоява на два пъти (17 и 18 май) за преустановяване на настъплението към Харков и обръщане на войските на Городнянски и Бобкин срещу Клайст, който застрашава тила им. След телефонни разговори с Тимошенко Сталин отклонява това предложение. Командващият Югозападния фронт е уверен, че ще успее да спре Клайст с помощта на наличните си резерви. Това не се случва, тъй като германското настъпление се развива бързо и съветските части не съумяват да се прегрупират навреме. Тимошенко заповядва спиране на настъплението към Харков на 19 май, когато за обрат в сражението е вече твърде късно.
На 21 май, след като неутрализира настъплението на северния съветски фланг, Паулус хвърля танковите си дивизии срещу южния. Ударът е нанесен с форсиране на Северский Донец при Балаклея. Това е участъкът, където барвенковският „чувал“ се свива най-много от север. Един-два дни по-късно частите на Паулус се съединяват с тези на Клайст, настъпващи от юг. В резултат на това е обкръжена ¼-милионна съветска групировка, включваща две армии (6-а и 57-а) и една армейска група (Бобкин). В продължение на седмица (до 29 май) тези войски, обединени под командването на генерал Ф. Костенко, се мъчат да си пробият път за отстъпление, но заради недостига на боеприпаси, гориво и продоволствие и пълното господство на немската авиация не успяват да го сторят и са почти напълно унищожени. Едновременно с настъплението в барвенковския плацдарм немците успяват да обкръжат и втората ударна групировка на Югозападния фронт на север, при Волчанск.

## Равносметка
От обкръжението успяват да се измъкнат около 22 000 съветски войници и офицери. По съветски данни, общите загуби на Червената армия в жива сила по време на битката възлизат на близо 280 000 души. От това число безвъзвратните загуби (убити в бой, починали от рани и болести, пленени) са почти 171 000. СССР губи и голямо количество бойна техника – 652 танка, 1646 оръдия и 3278 миномета. Германия обявява, че войските ѝ са пленили 240 000 червеноармейци, 1249 танка и 2026 оръдия, а сами са изгубили 20 000 убити и ранени.
Вследствие от Харковската битка през пролетта на 1942 г. съотношението на силите на южния фланг на Източния фронт се променя в полза на Вермахта. Създават се благоприятни условия за настъпление на германците през отслабената съветска отбрана и осъществяване на плановете за завладяване на богатата промишлена база в Донбас и нефтените находища в Кавказ.

## Карти
- Обща карта на Харковската битка, май 1942 (от сайта 60 лет великой победе, 2.6.2008)
- Район на сражението и планове на воюващите страни (от Харьков Турист, 2.6.2008)
- Страница с препратки към подробни карти на различните етапи от битката Архив на оригинала от 2008-06-05 в Wayback Machine. (от RKKA in World War II Архив на оригинала от 2011-03-16 в Wayback Machine., 2.6.2008)
- Обкръжаване на съветските войски и усилията им за пробив (от Харьков Турист, 2.6.2008)